# Cantó de Gradinhan
El cantó de Gradinhan és un cantó francès del departament de la Gironda, situat al districte de Bordeus. Té 3 municipis i el cap és Gradinhan.

## Municipis
- Gradinhan
- Canejan
- Cestàs

## Història
| Data d'elecció                           | Identitat         | Partit | Qualitat |
| ---------------------------------------- | ----------------- | ------ | -------- |
| 1982-2001                                | Pierre Ducout     | PS     |          |
| 2001-                                    | Anne-Marie Keiser | PS     |          |
| les dades anteriors no són pas conegudes |                   |        |          |
|                                          |                   |        |          |

## Demografia
| 1962   | 1968   | 1975   | 1982   | 1990   | 1999   | 2006   |
| ------ | ------ | ------ | ------ | ------ | ------ | ------ |
| 10.273 | 14.544 | 28.393 | 38.551 | 43.471 | 44.234 | 44.777 |